# Northern Championship Wrestling
Northern Championship Wrestling (Les Promotions NCW Inc) — канадська професійна федерація реслінгу, розташована в місті Монреаль, Квебек, Канада.
NCW в 1986 році в місті Жольєт, Квебек заснували Філ Беленджер і Франсуа Пуарье. В 1996 році федерація переїхала в Монреаль в Центр Нотр-Дам де Росер. В Центрі Нотр-Дам де Росер пробули до 2009 року і згодом переїхали до Санкт-Бартелемі, де перебувають і нині.
Починаючи з 1995 року бійці федерації (такі як Шакал, Френкі зе Мобстер, Нова Каїн і Дон Кайзан) стали зараховуватись до топ 500 найкращих реслерів за версією Pro Wrestling Illustrated's PWI 500.
На арені NCW свій 600 і останній матч на території Канади провів Абдула М'ясник.